# Алиано
Алиано (итал. Aliano) — коммуна в Италии, располагается в регионе Базиликата, в провинции Матера.
Население составляет 1147 человек (2008 г.), плотность населения составляет 13 чел./км². Занимает площадь 96 км². Почтовый индекс — 75010. Телефонный код — 0835.
Покровителем населённого пункта считается святой San Luigi Gonzaga.
В Алиано отбывал ссылку в 1935—1935 годах писатель-антифашист Карло Леви, позднее положивший свои впечатления в основу книги «Христос остановился в Эболи» (экранизирована под тем же названием).

## Демография
Динамика населения:

## Администрация коммуны
- Официальный сайт: